# Tống Vi trọng
Tống Vi trọng (chữ Hán: 宋微仲), nguyên tên là Tử Diễn (子衍), là vị vua thứ hai của nước Tống – chư hầu nhà Chu trong lịch sử Trung Quốc.
Tử Diễn vốn là con thứ hai của Đế Ất nhà Thương (Ân) và là em của Vi tử Khải – vua đầu tiên nước Tống. Sau khi Tử Khải qua đời, Tử Diễn lên nối ngôi, tức là Tống Vi Trọng.
Sử ký không ghi chép sự kiện xảy ra liên quan tới nước Tống trong thời gian ông làm vua.
Sau này không rõ Tống Vi Trọng mất năm nào. Con ông là Tử Kê lên nối ngôi, tức là Tống công Kê.